# Owyhee (Oregon)
Owyhee az Amerikai Egyesült Államok északnyugati részén, Oregon állam Malheur megyéjében, az Oregon Route 201 mentén elhelyezkedő önkormányzat nélküli település.
A település névadója az azonos nevű folyó, amelynek névadója az 1820 előtt Owyhee-nek nevezett Hawaii: 1826-ban a Peter Skene Ogden expedícióján részt vevő hawaii férfit az indiánok megöltek; a folyó valószínűleg az ő emlékükre lett elnevezve.

## Fordítás
- Ez a szócikk részben vagy egészben  az   Owyhee, Oregon című angol Wikipédia-szócikk ezen változatának fordításán alapul.  Az eredeti cikk szerkesztőit annak laptörténete sorolja fel. Ez a jelzés csupán a megfogalmazás eredetét és a szerzői jogokat jelzi, nem szolgál a cikkben szereplő információk forrásmegjelöléseként.